# Turn 10 Studios
Turn 10 Studios é uma desenvolvedora estadunidense de jogos eletrônicos com sede em Redmond, Washington. Foi fundada em 2001 pela Microsoft Game Studios para desenvolver a série Forza Motorsport para o console Xbox e posteriormente para o Xbox 360.
Até o lançamento de Forza Motorsport 3 em 2009, a Turn 10 era constituída por mais de 300 funcionários. Isto inclui a equipe de modeladores 3D terceirizados na Índia e Vietnã, daí a razão de lançarem pacotes de 10 carros mensalmente de alta qualidade.

## Jogos desenvolvidos
| Título                                               | Ano  | Plataforma                               |
| ---------------------------------------------------- | ---- | ---------------------------------------- |
| Forza Motorsport                                     | 2005 | Xbox                                     |
| Forza Motorsport 2                                   | 2007 | Xbox 360                                 |
| Forza Motorsport 3                                   | 2009 | Xbox 360                                 |
| Forza Motorsport 4                                   | 2011 | Xbox 360                                 |
| Forza Horizon (em parceria com a Playground Games)   | 2012 | Xbox 360                                 |
| Forza Motorsport 5                                   | 2013 | Xbox One                                 |
| Forza Horizon 2 (em parceria com a Playground Games) | 2014 | Xbox 360 e Xbox one                      |
| Forza Motorsport 6                                   | 2015 | Xbox One                                 |
| Forza Motorsport 6 Apex                              | 2016 | Windows 10                               |
| Forza Horizon 3 (em parceria com a Playground games) | 2016 | Xbox One e Windows 10                    |
| Forza Motorsport 7                                   | 2017 | Xbox One e Windows 10                    |
| Forza Horizon 4 (em parceria com a Playground games) | 2018 | Xbox One e Windows 10                    |
| Forza Motorsport (2023)                              | 2023 | Xbox Series X/S, Windows 10 e Windows 11 |